# The Privilege of Power
The Privilege of Power è l'ottavo album discografico del gruppo musicale statunitense Riot, pubblicato nel 1990.

## Il disco
L'album è stato registrato con la stessa formazione del precedente Thundersteel, eccezione fatta per l'arrivo di Mike Flyntz come secondo chitarrista a fianco di Mark Reale. Il disco ne riprende quindi le stesse sonorità, con canzoni ormai puramente Heavy Metal, realizzando così un ottimo album grazie a canzoni trascinanti come "Black Leather and Glittering Steel" e "Storming the Gates of Hell", ma anche a canzoni più lente e granitiche come "Killer" o la ballad "Maryanne".

## Tracce
1. On Your Knees – 6:37
2. Metal Soldiers – 6:40
3. Runaway – 5:11
4. Killer – 4:53
5. Dance of Death – 7:17
6. Storming the Gates of Hell – 3:43
7. Maryanne – 4:55
8. Little Miss Death – 4:12
9. Black Leather and Glittering Steel – 7:07
10. Racing with the Devil on a Spanish Highway – 7:17

## Formazione

### Gruppo
- Tony Moore - voce
- Mark Reale - chitarra
- Mike Flyntz - chitarra
- Don Van Stavern - basso
- Bobby Jarzombek - batteria